# Carlo Carlone
Carlo Innocenzo Carlone (Scaria, 1686 - Como, 1775) foi um pintor italiano ativo principalmente na Alemanha.
Era filho de um escultor, mas como decidiu-se pela pintura, foi encaminhado para aprender com Giulio Quaglio, aperfeiçoando-se depois em Roma e Veneza. Com 23 anos visitou a Alemanha, onde deixou muitos trabalhos, especialmente em afresco, em igrejas e palácios deste país e também em Praga e Viena.